# Philip Hersby
Philip Hersby (* 25. Juli 1984 in Malmö, Schweden) ist ein dänischer Eishockeyspieler, der seit 2012 bei den Malmö Redhawks in der schwedischen HockeyAllsvenskan unter Vertrag steht.

## Karriere
Philip Hersby begann seine Karriere als Eishockeyspieler beim Hvidovre IK, für den er von 1999 bis 2003 aktiv war, und mit dem er in der Saison 2000/01 den Aufstieg in die AL-Bank Ligaen, die höchste dänische Spielklasse, erreichte. Anschließend beendete er die Saison 2002/03 bei den U20-Junioren des schwedischen Erstligisten Malmö Redhawks, die er jedoch nach nur sechs Spielen bereits wieder verließ, um in seine dänische Heimat zurückzukehren. Dort stand der Verteidiger zunächst in der Saison 2003/04 beim Rungsted IK, mit dem er in dieser Spielzeit den dänischen Pokalwettbewerb gewann und anschließend von 2004 bis 2006 beim Herlev IC unter Vertrag. Zudem spielte der Linksschütze in der Saison 2005/06 in der deutschen Eishockey-Oberliga für die Stuttgart Wizards. 
Im Sommer 2006 unterschrieb Hersby bei seinem Ex-Club Rungsted IK, der mittlerweile seinen Namen in Nordsjælland Cobras geändert hatte. Nach nur einem Jahr wechselte er 2007 wiederum nach Hvidovre zu seinem mittlerweile in Totempo HvIK umbenannten Ex-Klub, bei dem er seine Karriere begonnen hatte und für den er in den folgenden vier Jahren auf dem Eis stand. Die Saison 2011/12 begann der Däne bei Tingsryds AIF in der HockeyAllsvenskan, der zweiten schwedischen Spielklasse und beendete sie in Dänemark bei den Odense Bulldogs. Im Sommer 2012 schloss er sich seinem Ex-Klub Malmö Redhawks aus der HockeyAllsvenskan an.

### International
Für Dänemark nahm Hersby im Juniorenbereich an den U18-Junioren-B-Weltmeisterschaften 2001 und 2002 sowie der U20-Junioren-C-Weltmeisterschaft 2002 und den U20-Junioren-B-Weltmeisterschaften 2003 und 2004 teil. Im Seniorenbereich stand er bei den A-Weltmeisterschaften 2009, 2011 und 2012 im Aufgebot seines Landes.

## Erfolge und Auszeichnungen
- 2001 Aufstieg in die AL-Bank Ligaen mit Hvidovre IK
- 2002 Aufstieg in die Division I bei der U20-Junioren-Weltmeisterschaft der Division II
- 2004 Dänischer Pokalsieger mit dem Rungsted IK